# Ігнатій Кун Пін Мей
Кун Пін Мей Ігнатій (кит.: 龔品梅, 2 серпня 1901, Путонг, Китай — 12 березня 2000, Стемфорд, США) — кардинал Римо-Католицької Церкви, апостольський адміністратор Сучу та Нанкіну, єпископ Шанхайський в КНР. За національністю — китаєць. Відомий дисидент, який боровся проти намагань комуністичного уряду КНР одержавити католицьку церкву.

## Ранні роки та священство
Майбутній кардинал народився в Путонзі, що неподалік Шанхаю, 2 серпня 1901 р. в родині, яка вже п'ять поколінь сповідувала католицька віру. В 12 років він почав вивчати китайських класиків та релігію під керівництвом своєї тітки Марти, яка була монахинею, що жила вдома. Його тітка і наштовхнула його думку стати священиком. Він продовжив навчання у Вищій школі св. Ігнатія, а коли йому виповнилося 19 років — вступив до Шанхайської семінарії.
28 березня 1930 р. висвячений на священика. З 1930 по 1949 р. знаходився на пастирській роботі в Шанхайській дієцезії, одночасно виконуючи обов'язки директора спочатку Вищої школи Аврора, а потім Вищої школи Гонзага. Ободві школи знаходилися під опікою єзуїтів.

## Єпископ та кардинал
Був обраний єпископом Сучжоу 9 серпня 1949 р. та посвячений 7 жовтня 1949 р. Антоніо Рібері, титулярним архієпископом Дари, нунцієм в Китаї. Переведений до Шанхаю та одночасно призначений апостольським адміністратором Сучу та Нанкінським 15 липня 1950 р. Коли китайський комуністичний режим почав переслідування церкви, він був заарештований 8 вересня 1955 р. і засуджений до довічного ув'язнення 16 березня 1960 р. В 1985 р. був переведений з тюрми під домашній арешт. А 6 січня 1988 р. за рішенням Шанхайського трибуналу був звільнений. Весь час свого перебування в ув'язненні самовіддано намагався виконувати свої пастирські обов'язки. Одразу після звільнення переїхав у США.
Був призначений кардиналом in pectore 30 червня 1979 р., але про призначення було оголошено лише на консисторії 28 червня 1991 р. Отримав червону бірету з титулом Сан-Сісто 30 червня того ж року. 2 серпня 1981 р. втратив право засідати в конклаві через досягнення 80-ти років.
Помер 12 березня 2000 р. в Стемфорді (Коннектикут). Похований на Місійному цвинтарі Санта-Клара (Каліфорнія).